# ぶらりプチ京都
『ぶらりプチ京都』（ぶらりプチきょうと）は、関西テレビと関西テレビ☆京都チャンネルで放送された旅番組。

## 概要
アメリカザリガニの柳原哲也と平井善之、そして関西テレビアナウンサーの藤本景子が日本各地の小京都をブラブラと歩きながら、「食」「学」「観光」の各テーマに沿って紹介していく番組。元々は『ぶらっち』というタイトルで放送されていたが、2001年秋の改編を機にリニューアルした。なお、『ぶらっち』で既に向かった場所へは行っていない。

## 放送内容
日付は京都チャンネルでの放送日。
- 第1回 京都編1 （2001年10月18日）
- 第2回 京都編2 （2001年10月22日）
- 第3回 京都編3 （2001年10月29日）
- 第4回 長野県松本市編1 （2001年11月9日）
- 第5回 長野県松本市編2 （2001年11月16日）
- 第6回 長野県松本市編3 （2001年11月20日）
- 第7回 飛騨高山編1 （2001年11月29日）
- 第8回 飛騨高山編2 （2001年12月6日）
- 第9回 飛騨高山編3 （2001年12月10日）
- 第10回 福井県小浜市編1 （2001年12月21日）
- 第11回 福井県小浜市編2 （2002年1月7日）
- 第12回 福井県小浜市編3 （2002年1月21日）
- 第13回 京都編1 （2002年2月26日）
- 第14回 京都編2 （2002年3月9日）

## 放送局
- 関西テレビ
- 関西テレビ☆京都チャンネル - 2001年10月18日から2002年3月9日まで放送。
- BSフジ - 日曜10:30 - 11:00枠で放送されていた。